# Clever Hans

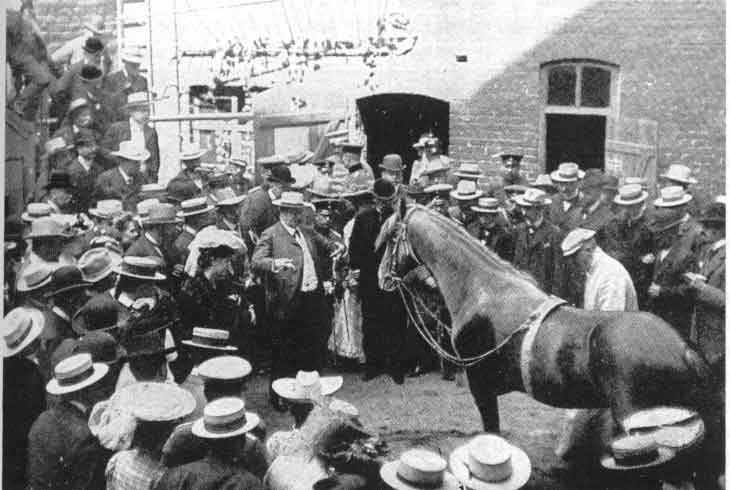
Clever Hans durant un espectacle

Clever Hans (en alemany, Hans der Kluge) va ser un cavall famós a Alemanya a principis del segle xx, del qual s'al·legava que era capaç de realitzar operacions aritmetiques (per exemple sumar, multiplicar, dividir, treballar amb fraccions, etc.) i altres tasques intel·lectuals (per exemple dir l'hora, calcular el calendari, distingir tons musicals, etc.). El cavall va fer grans presentacions públiques on li feien consultes matemàtiques i l'animal "responia" correctament patejant a terra. La fama d'Hans der Kluge el cavall matemàtic traspasà fronteres fent-conegut amb el nom en anglès de "Clever Hans" (Intel·ligent Hans). (Gràcies a ell en psicologia es va batejar l'Efecte Clever Hans)

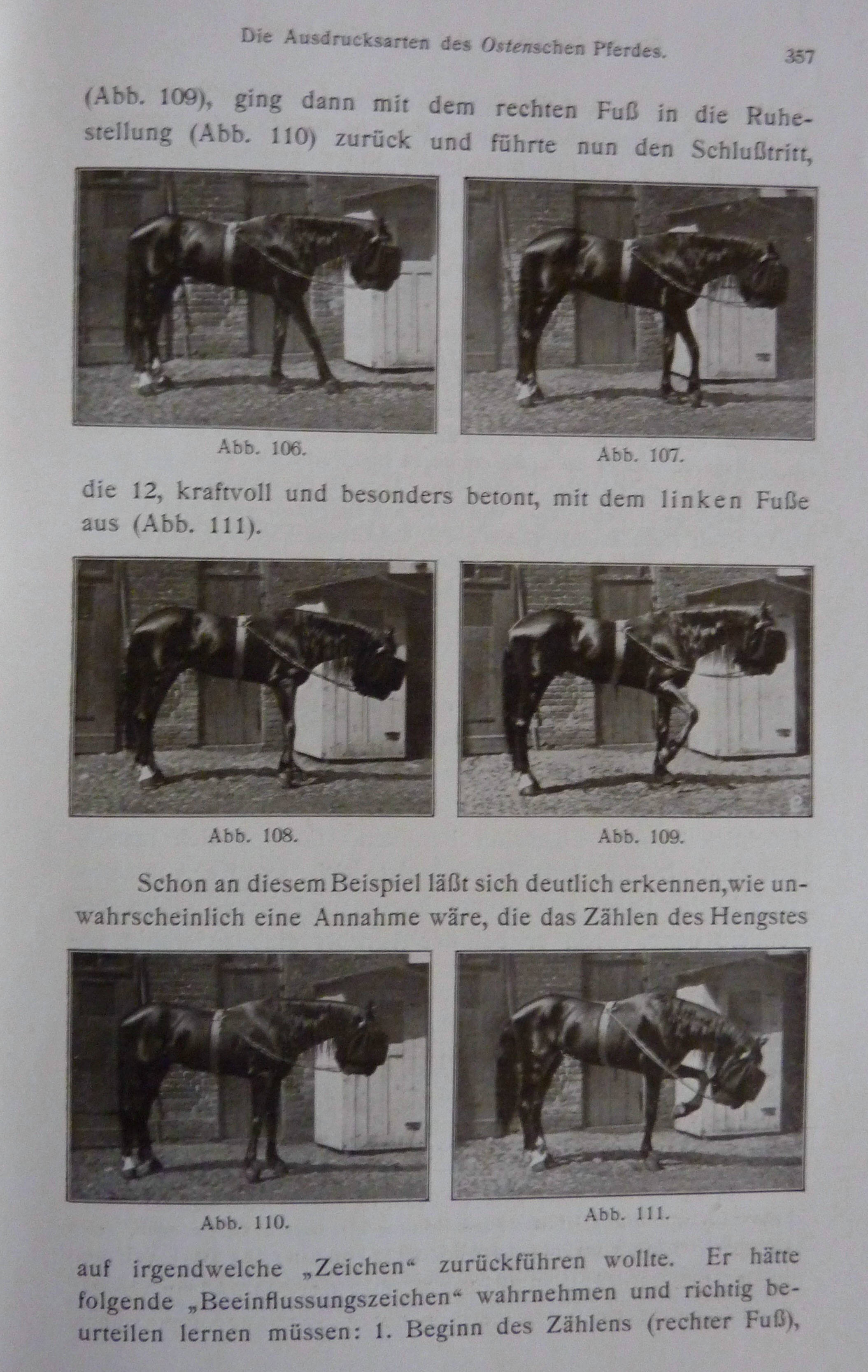
Clever Hans a la premsa

Davant els dubtes dels científics sobre la suposada intel·ligència animal es va crear una comissió especial encapçalada pel psicòleg Oskar Pfungst el 1907.
La investigació formal va demostrar que el cavall en realitat no realitzava aquestes tasques mentals, però mirava la reacció dels seus observadors humans. Pfungst va descobrir en la seva metodologia de recerca, que el cavall responia directament a senyals involuntàries en el llenguatge corporal de l'entrenador humà, que tenia les facultats per solucionar cada problema. L'entrenador era completament inconscient que ell proporcionava aquests senyals.
En honor de Pfungst l'anomalia descoberta va ser batejada com l'efecte Clever Hans i ha continuat sent important en el coneixement de l'efecte d'observador-expectatives, l'Observació participant i, posteriorment, estudis en la cognició animal.

## L'espectacle

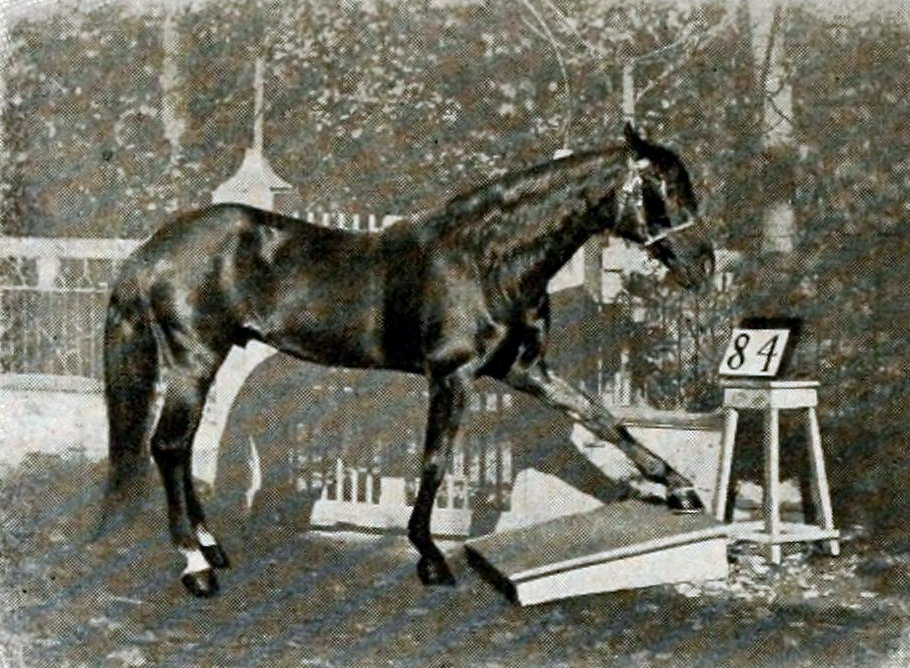
Hans "responent" preguntes

A finals del segle dinou, el públic estava interessat en l'estudi d'intel·ligència animal en una gran part gràcies a les publicacions recents d'en Charles Darwin.
Hans era un cavall propietat de Wilhelm von Osten, que era un professor de matemàtiques i un entrenador de cavall aficionat, una mica místic i addicte a la frenologia. Hans va ser ensenyat a sumar, restar, multiplicar, dividir, treballar amb fraccions, dir l'hora, entendre el calendari, diferenciar tons musicals, llegir, lletrejar, i entendre l'idioma alemany. Si Von Osten preguntava a Hans, " Si el vuitè dia del mes cau en dimarts, quina és la data de divendres següent?" Hans contestava donant tocs amb el seu peu. Podrien fer preguntes tant oralment com en la forma escrita. Wilhelm von Osten va realitzar espectacles per tota Alemanya presentant el cavall i la seva fama va transcendir a altres continents.
Si l'espectacle no resultava o el cavall no responia bé, tant von Osten com Hans s'enfadaven. Pfungst va patir més d'una mossegada de cavall durant la seva investigació.

## La recerca de la "Comissió Hans"

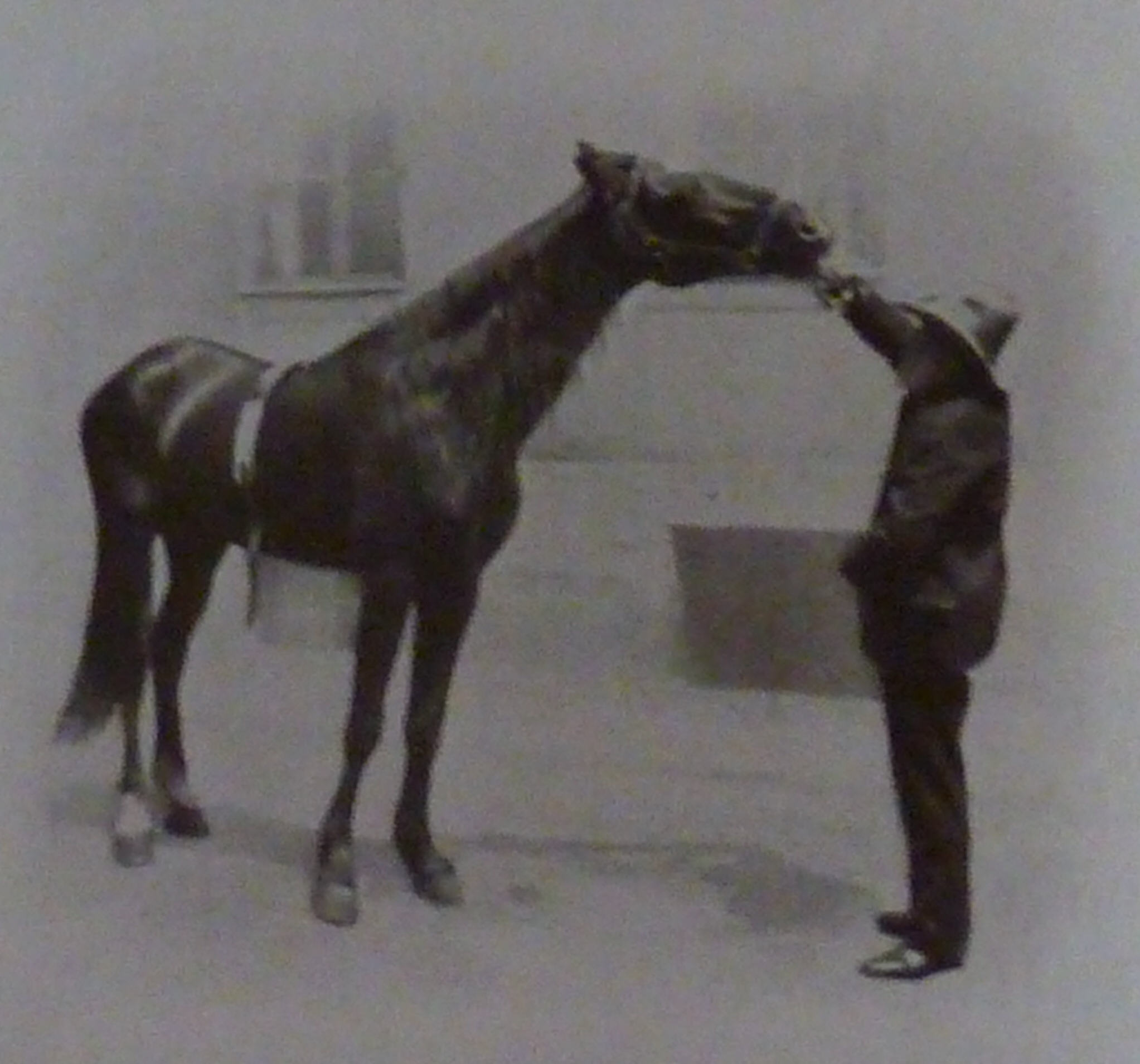
Clever Hans i Von Osten

A causa del gran interès públic, la junta d'educació alemanya va designar una comissió per investigar les reclamacions científiques d'Osten. El filòsof i psicòleg Carl Stumpf va formar un panell de 13 persones (entre ells ell mateix), conegudes com a Comissió Hans.
Aquesta comissió va consistir en un veterinari, un gerent de circ, un oficial de Cavalleria, diversos professors d'escola, i el director del Zoològic de Berlín. Aquesta comissió va concloure el setembre de 1904 que no hi havia cap truc implicat en el funcionament de Hans.
La comissió va passar l'avaluació a Pfungst, que va realitzar els següents experiments:
- L'aïllament del cavall, i interrogador i els espectadors, de manera que cap senyal pogués venir d'ells.
- La utilització d'altres interrogadors a part de l'amo del cavall.
- Mitjançant aclucalls, esbrinar què passava si el cavall podia veure l'interrogador
- Què passava si l'interrogador sabia la resposta a la pregunta per avançat.

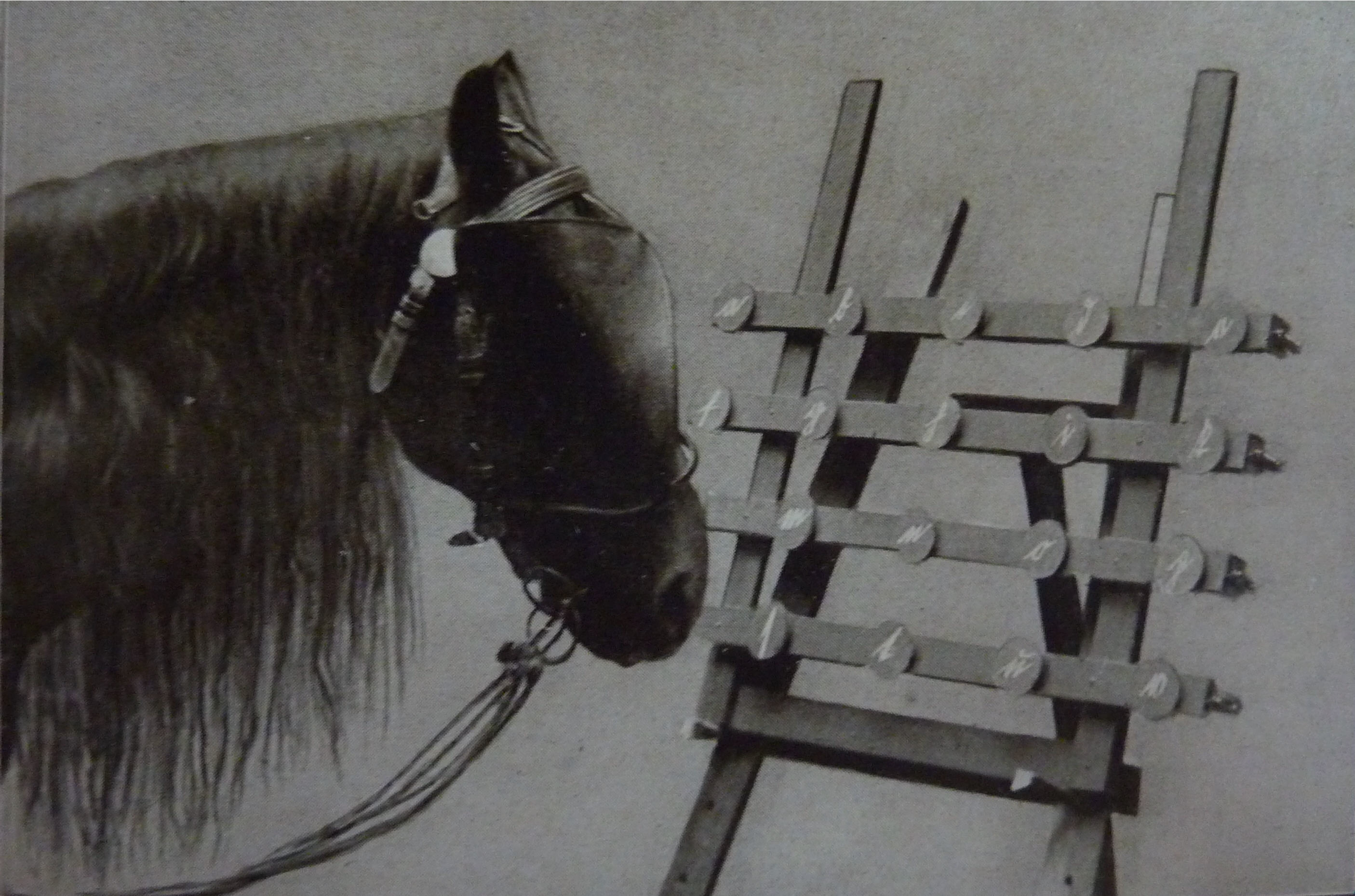
Hans a la màquina d'escriure

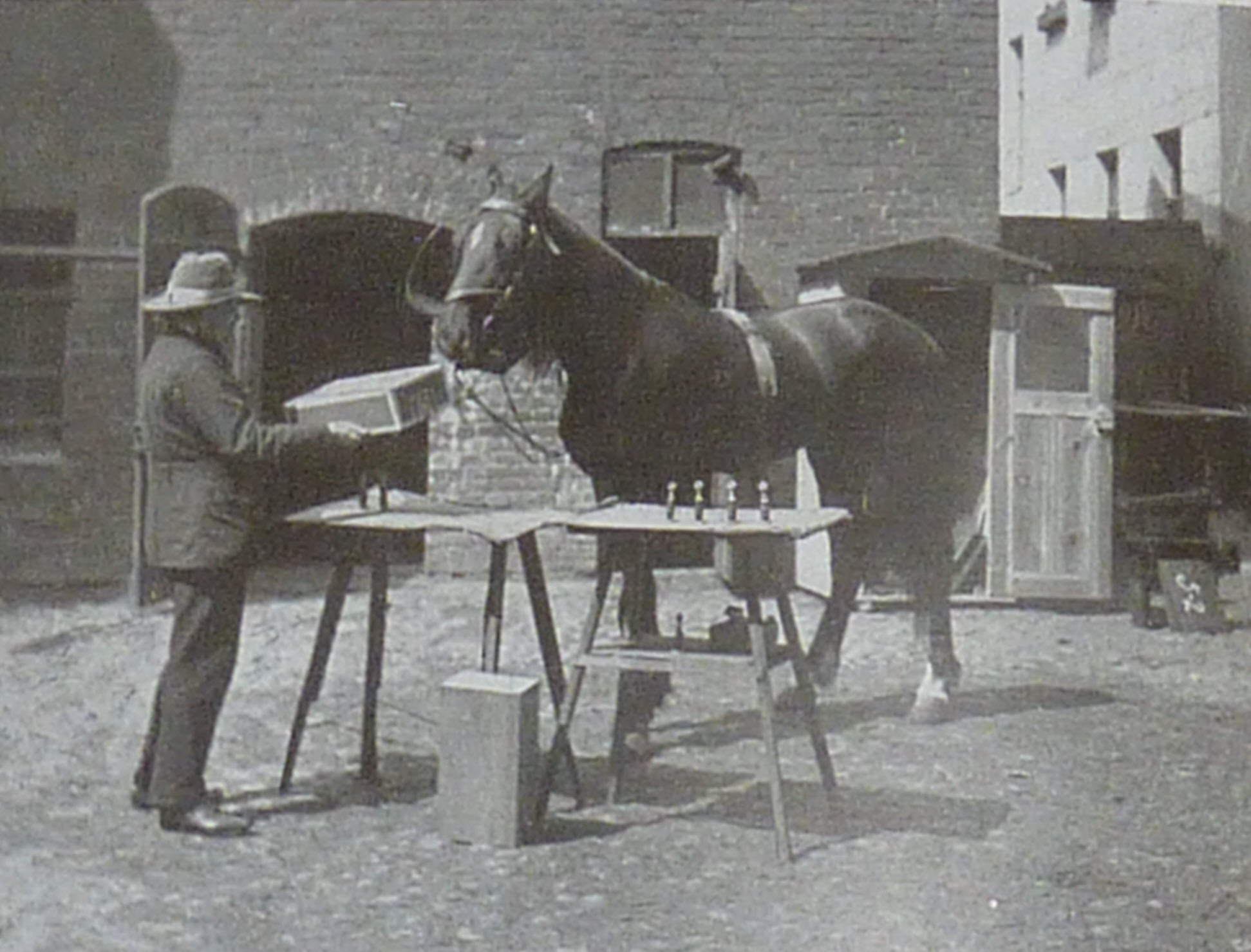
Hans sumant

Usant un nombre substancial de proves, Pfungst trobar que el cavall podria aconseguir la resposta correcta fins i tot si von Osten en persona no feia les preguntes, excloent la possibilitat de frau. No obstant això, el cavall aconseguia la resposta correcta només quan l'interrogador sabia (coneixia) la resposta i el cavall podria veure l'interrogador.
La comissió va observar que quan Osten coneixia les respostes a les preguntes, Hans va aconseguir el 89 per cent de les respostes correctes, però quan Osten no les coneixia Hans només va contestar el sis per cent de les preguntes correctament.
Pfungst llavors va continuar examinant el comportament de l'interrogador detalladament, i va mostrar que, quan els cops de la peülla del cavall s'acostaven a la resposta correcta, canviava la postura i l'expressió de la cara l'interrogador, de tal manera que es produïa un augment de la tensió que s'alliberava quan el cavall arribava finalment a la xifra "correcta". Això proporcionava un senyal que el cavall interpretava quan que podia deixar de donar cops.
Fins i tot després d'haver estat desacreditat, Osten, qui mai es va convèncer amb les conclusions de Pfungst, va seguir mostrant a Hans a Alemanya, atraient grans i entusiastes multituds.

## L'efecte Clever Hans
Actualment es denomina així en la ciència experimental la possibilitat que l'experimentador "contamini" involuntàriament els resultats de l'experiment mitjançant gestos, tons de veu, llenguatge corporal, etc. L'efecte Clever Hans va ser determinant per desenvolupar la tècnica dels experiments en doble cec, és a dir on el mateix experimentador ha de desconèixer el resultat correcte.

## Curiositats
- L'oficial alemany Günther von Kluge va ser sobrenomenat Der Kluge Hans ("Clever Hans") en honor del seu intel·ligència brillant. Von Kluge va arribar a ser un dels més hàbils Mariscals de Camp de l'exèrcit del tercer Reich.
- En un capítol de la sèrie nord-americana "Els Simpsons" es fa referència a aquest fenomen quan es descobreix que Lisa donava inconscientment pistes a la seva germana menor en un test de CI infantil.